# 橘実里
橘 実里（たちばな みさと、1981年1月9日 - ）は、日本の女優、タレント。
群馬県桐生市出身。所属事務所はZONE→フロム・ファーストプロダクション→シャイニングウィル→bamboo→株式会社キティ内いずみ企画→トキエンタテインメント→2021年4月現在、フリーで活動

## 出演

### テレビドラマ
- shin-D おしおきシスターズ（1998年9月、日本テレビ） - 馬場あさ 役
- 熱血恋愛道 第12話（1999年3月28日、日本テレビ） - 安藤里美 役
- あぶない放課後 第1話（1999年4月12日、テレビ朝日） - 工藤葵 役
- サタデードラマ 青い鳥症候群（1999年10月 - 12月、テレビ朝日） - 加納美里 役
- 行け行けイケメン! 第2話（2000年1月16日、日本テレビ） - 仁科良子 役
- 伝説の教師（2000年4月 - 6月、日本テレビ） - 町田小夜子 役
- それぞれの断崖（2000年4月 - 6月、テレビ東京） - 志方真弓 役
- 金田一少年の事件簿 第8・9話（2001年9月8日・15日、日本テレビ） - 桐江想子 役
- ネバーランド（2001年7月 - 9月、TBS） - 菱川小百合 役
- 三匹が斬る! 第1話（2002年4月15日、テレビ朝日） - 千代 役
- 特別ドラマ 狂った果実2002（2002年9月9日、TBS） - 川村美帆 役
- 火曜時代劇 怪談百物語 第8回 雨月物語（2002年11月12日、フジテレビ）
- 火曜サスペンス劇場 十二月の花嫁（2002年12月10日、日本テレビ） - 間宮加奈 役
- 怪談新耳袋 第1シリーズ 第2夜 第60話 恋人（2003年2月28日、BS-i） - 田中栄子 役
- UHB開局30周年記念特別番組 ノースポイント 第4作 ファームサイドソング（2003年3月16日、北海道文化放送） - 西沢亮子 役
- メッセージ〜言葉が裏切っていく〜 第1・2話（2003年1月13日・20日、読売テレビ） - ナオミ 役
- 月曜ミステリー劇場 税務調査官・窓際太郎の事件簿 10（2003年5月19日、TBS） - 早川聡美 役
- 恋する日曜日 ファーストシリーズ 第20話 色彩都市（2003年8月17日、BS-i） - 柴崎茜 役
- 火曜サスペンス劇場 震える手（2003年9月30日、日本テレビ） - 原田あずさ 役
- 連続テレビ小説 てるてる家族（2004年1月 - 3月、NHK） - 吉沢理江 役
- 怪談新耳袋 第3シリーズ 御祓いは効かない編 第44話 御祓いは効かない（2004年6月7日、BS-i） - 石川初音 役
- 土曜ワイド劇場 走る！国選弁護人（2004年8月21日、朝日放送） - 山瀬裕子 役
- スペシャルドラマ 銀河鉄道に乗って（2004年9月12日、中部日本放送） - 坂井しのぶ 役
- ケータイ刑事 銭形零 2ndシリーズ 第11話（2005年3月13日、BS-i） - 十文字数美 役
- 恋する日曜日 セカンドシリーズ 第26話 ハロー・グッバイ（2005年9月25日、BS-i） - 女 役
- 恋する日曜日 文學の唄シリーズ 第5話 水仙月の四日（2005年10月30日、BS-i） - 井島かおり 役
- 緋の十字架（2005年11月 - 12月、東海テレビ） - 大河内佐知子（永井佐知子） 役
- ケータイ刑事 銭形雷ファーストシリーズ 第12話・13話（2006年3月19日・26日、BS-i） - 渡邉睦月 役
- 嫌われ松子の一生 第10章（2006年12月14日、TBS） - 田所志津子 役
- アキハバラ@DEEP 第3・7話（2006年6月26日・7月10日、TBS ） - マミ 役
- スパイ道 女スパイ編 尾行スパイB子（2006年9月16日、BS-i） - B子 役
- ドラマ24 Xenos 第5話 - 12話（2007年2月9日 - 3月30日、テレビ東京） - 佐野良美 役
- 土曜ワイド劇場 棟居刑事の純白の証明（2007年2月10日、テレビ朝日）- 南野真紗美 役
- 銭華2 DX豪華版 （2007年4月4日、日本テレビ） - 川村早苗 役
- 恋する日曜日 第3シリーズ 第19話 アダルトな恋（2007年5月12日、BS-i） - 斉藤美奈 役
- 死ぬかと思った Case11 仲介人（2007年6月16日、日本テレビ） - 秋山美紀 役
- 先生道 先生は眠れない（2007年7月21日、BS-i） - アシスタントの女性・山下 役
- 愛の劇場 愛のうた!（2007年10月 - 12月、TBS） - 内田麻里 役
- サスペンス特別企画 夜の終わる時（2007年12月10日、TBS） - 別所ひろ子 役
- 赤川次郎ミステリー 4姉妹探偵団 第4話 死神に愛された女（2008年2月8日、テレビ朝日・朝日放送） - 木下伸子 役
- 仮面ライダーキバ 第3・4話（2008年2月10日・17日、テレビ朝日） - 夏川綾 役
- 世にも奇妙な物語 '08春の特別編 これ……見て……（2008年4月2日、フジテレビ） - 女 役
- 月曜ゴールデン 西村京太郎サスペンス 探偵 左文字進 13 左文字が殺人犯!?（2009年1月5日、TBS） - 大道寺美並 役
- モメる門には福きたる 第14話・第15話（2013年1月24日・25日、東海テレビ） - 竹下典子 役
- 金曜プレステージ 山村美紗サスペンス 小京都連続殺人事件2（2013年5月3日、フジテレビ） - 尾藤真奈 役
- 松本清張ミステリー時代劇 第5話「大黒屋」（2015年6月2日、BSジャパン） - すて 役
- 男と女のミステリー時代劇 第8話「宿場の大盗」（2016年7月12日、BSジャパン） - 市 役

### 映画
- 悪魔の理論（2000年制作） - 森本和美 役
- 首吊り気球（2000年制作） - 主演・森中和子 役
- 純愛譜（2000年制作、2001年10月6日公開、日韓共同製作） - 彩（朝子） 役
- マッスルヒート（2002年制作、2002年10月26日公開） - 桂木亜加音 役
- 集団殺人クラブ（2003年制作、2003年5月3日公開） - 主演・南弘恵 役
- 岸和田少年愚連隊 ゴーイングマイウェイ（2004年制作） - 土方由紀 役
- 恋愛白書（2004年制作、2004年7月3日公開） - 三沢香 役
- 夾竹桃の夏（2005年制作） - 主演・愛美 役
- 戦 -IKUSA-（2005年制作、2005年10月1日公開） - 嵯峨凛 役
- シルバーホーク（2004年制作、2005年12月10日公開） - 白石ティナ 役
- 最後の侠客（2005年制作） - 花村えり 役
- 月下美人 〜追憶〜（2006年制作、2007年8月25日公開） - 菊地みどり 役
- 幸福 Shiawase（2006年制作、2008年9月20日公開） - ホテトル嬢 役
- からっぽ（2012年制作、2012年6月16日公開） - 梅 役
- がらくた（2016年制作、2016年5月21日公開）

### 自主制作短編映画
- TRY-トライ（2007年3月9日 - 23日、ユナイテッド・シネマ前橋開業記念）
- 覚醒（DVD『ゴールデンナナ色』収録）
- 記憶（DVD『ゴールデンナナ色』収録）
- 保険（DVD『ゴールデンナナ色』収録）
- 研修（ナナ色）
- 桐生人
- 秋の午後（監督：高橋秀綱、「東京神田神保町映画祭 2019」上映作品）

### バラエティ
- メレンゲの気持ち（1999年、日本テレビ）司会の1人として。高校を卒業した際、実際の高校の制服姿で出演し卒業証書を披露した。
- 世界ウルルン滞在記 in ベルギー（2001年3月11日、TBS）
- おーい、ニッポン（2005年、NHK BS2）
- 恋するハニカミ!（2006年5月12日、TBS）津田寛治とデート

### 舞台
- いとしのエミー（2006年9月13日 - 24日） - みどり 役
- 恋ばば 十四歳!（2010年8月4日 - 8日） - 汐原静江（79歳） 役

### 朗読劇
- 苦情の手紙（2009年2月14日） - 女1役

### CM
- 資生堂 マシェリ（1997年 - 1998年）
- ソニー・コンピュータエンタテインメント PS用ゲームソフト 「るろうに剣心・十勇士陰謀編」（1997年）
- 日本マクドナルド 朝マック（1998年）
- ロート製薬 薬用アクネス（1998年 - 2002年）
- 日本生命（1999年）
- 森永乳業 アロエヨーグルト（2000年 - 2002年）
- ほっかほっか亭（2000年 - 2002年）
- NHK 激突大リーグ（2001年）
- ROSEE esly（2002年）
- 日本コカコーラ 爽健美茶 Beautiful Story（2005年）

### ラジオドラマ
- シナハンへ行こう!（2006年12月4日 - 12月7日、TOKYO FM）

### DVD
- Crossroads（1999年12月22日、バップ）

### ネット配信
- 歌で逢いましょう 第3話 いとしいひとへ ～Merry Christmas～（2006年02月10日、GyaO） - ハル 役
- 少女には向かない職業 第10話（2006年07月28日、GyaO） - 宮乃下静香 役　DVD発売済

### Web TV
- オガワブンゴに教えてください 第15回（2012年6月2日 - 、Stickam JAPAN!）

### MV
- とのうちさぶろう『演じる女』（2010年）

## 書籍

### 写真集
- tokyo road（1998年9月20日、メディアファクトリー） ISBN 9784889916232
- 実里（1999年11月5日、TIS） ISBN 9784886182142
- GENICA Vol.7（2000年5月26日、東京ニュース通信社）